# 潤井戸藩
潤井戸藩（うるいどはん）は、上総国市原郡潤井戸村（現在の千葉県市原市潤井戸）を居所として、江戸時代初期に短期間存在した藩。1619年に永井尚政が加増を受けて大名に列して成立したが、1626年に父の遺領を継いで下総国古河藩主となったために廃藩となった。

## 歴史

### 前史
藩主となった永井尚政は、少年時代より徳川秀忠の近習を務め、井上正就・板倉重宗とともに「秀忠近侍の三臣」と称された人物である。
尚政は慶長9年（1604年）に常陸国貝原塚（現在の茨城県龍ケ崎市貝原塚町）で1000石、元和2年（1616年）に武蔵国菖蒲領（現在の埼玉県久喜市菖蒲地区周辺）および近江国滋賀郡内で4000石を加増され、合計5000石を領していた。

### 立藩
元和5年（1619年）、上総国市原郡潤井戸において1万石が加増される。これにより、永井尚政は1万5000石を領する大名となった。尚政は潤井戸村に陣屋を置き、潤井戸藩が立藩した。なお潤井戸は、近世には内房の浜野（現在の千葉市中央区浜野町付近）と外房方面とを結ぶ街道（伊南房州通往還や茂原街道などの名称で呼ばれる。現代の千葉県道14号千葉茂原線に相当する道筋）が通過する土地であった。
尚政は元和8年（1622年）に老職（老中）に就任。翌元和9年（1623年）、遠江国山名郡において5000石を加増され、新墾田による所領を合わせて2万4100石を領することとなる。なお、尚政の父・永井直勝は存命であり、永井家の家督は譲られていないため、部屋住み領である。
この元和9年（1623年）に徳川秀忠が家光に将軍職を譲ったため、寛永元年（1624年）11月1日より西の丸（秀忠付き）の老職に移った。

### 廃藩
寛永3年（1626年）、尚政の父である下総国古河藩主永井直勝が死去した。直勝の遺領7万2000石の所領のうち、1万石が尚政の弟たちに分与され、尚政は残りの6万2000石を相続して古河藩主となった。尚政は、このほかに鴻巣御殿の地を新たに与えられ、もともとの所領であった2万4100石および新墾田1400石と合わせ、8万9100石を領することとなった。尚政が古河に移ったため、潤井戸藩は廃藩となったと見なされる。

### 後史
永井尚政はその後寛永10年（1633年）に山城国淀藩に10万石で移った。潤井戸村は天和2年（1682年）まで永井氏の知行地であった。

## 歴代藩主
永井家
譜代。1万5000石→2万石→2万4100石。
1. 永井尚政（なおまさ）